# Mikel Asiain
Mikel Asiain Torres (Villava, 3 de junio de 1962) es un político español miembro de Geroa Bai que se ha desempeñado como parlamentario foral en la X (2019-2023) y la XI legislatura de Navarra (desde 2023). También es concejal del Ayuntamiento de Villava desde 2019.

## Biografía
Mikel Asiain nació en Pamplona el 3 de junio de 1962.
Se licenció en Ciencias de la Información por la Universidad de Navarra.

### Trayectoria cooperativista
A parte de su dedicación laboral en el ámbito de la banca, Asiain fue activo en tejidos participativos del área metropolitana de Pamplona. En la década de 1980, fundó la revista Ulzama, que tuvo tiradas mensuales en Villava de 1982 a 1986. A finales de la década participó en la creación de la sección cultural del Club Deportivo Beti Onak, creando entre otras cosas el premio literario Pedro de Atarrabia que se sigue concediendo hoy en día.
Hacia el año 2000 también estuvo presente en la creación de la sociedad gastronómica Gaizpegi y la asociación Karrikaluze, de fomento del euskera.
Asiain fue juntero del movimiento de las ikastolas, más tarde llegaría a presidente de la Ikastola Paz de Ziganda, una de las más antiguas de Navarra, desempeñando el cargo por 12 años. De ahí, en 2016 comenzó a presidir la Federación de Ikastolas de Navarra, la sección regional de la Ikastolen Elkartea. La presidió hasta el 25 de marzo de 2019, cuando fue sustituido por Elena Zabaleta.

### Trayectoria política
En las elecciones forales de 2019 fue en la lista de Geroa Bai ocupando en octavo lugar. En los comicios, la coalición nacionalista obtuvo 60 323 votos -un 17,32 % del total de válidos- que supusieron 9 escaños, por lo que Mikel Asiain obtuvo acta de diputado.
En la misma fecha electoral del 26 de mayo de 2019, tuvieron lugar las elecciones municipales, en las que Asiain participó en la candidatura Atarrabia-Geroa Bai (coalición entre Atarrabia Taldea y Geroa Bai) para el Ayuntamiento de Villava. En este caso, Asiain lideraba la candidatura, por lo que fue candidato alcalde de la localidad. Su lista obtuvo 930 votos -un 16,34 % del total- convirtiéndose en la tercera fuerza municipal por detrás de EH Bildu y Navarra Suma. Para la elección del alcalde, todos los grupos se votaron a sí mismos salvo Atarrabia-Geroa Bai que votó en blanco, facilitando la investidura de Mikel Oteiza (EH Bildu) como alcalde de Villava.
En 2020, fue uno de los promotores internos que pugnó por la creación de Geroa Socialverdes, una escisión interna pero unida a Geroa Bai con postulados ecologistas y ecosocialistas.
En 2023 nuevamente tuvieron lugar tanto las elecciones forales como las municipales. Asiain volvió a estar en la lista de Geroa Bai, esta vez en el sexto lugar, revalidando escaño con los 7 diputados obtenidos por GBai (2 menos que en 2019). En Villava, también volvió a ser el candidato a alcalde de la coalición Atarrabia-Geroa Bai. La candidatura volvió a obtener 3 concejales, aunque el resultado global dio una mayoría a EH Bildu que pudo reelegir a Mikel Oteiza como alcalde sin necesidad de apoyos de otros partidos.

### Faceta periodística
Colabora habitualmente con tribunas de opinión en el Diario de Noticias y ocasionalmente en Navarra Capital.

### Vida personal
Está casado y tiene 3 hijos.